# Elecciones legislativas del Imperio ruso de enero de 1907

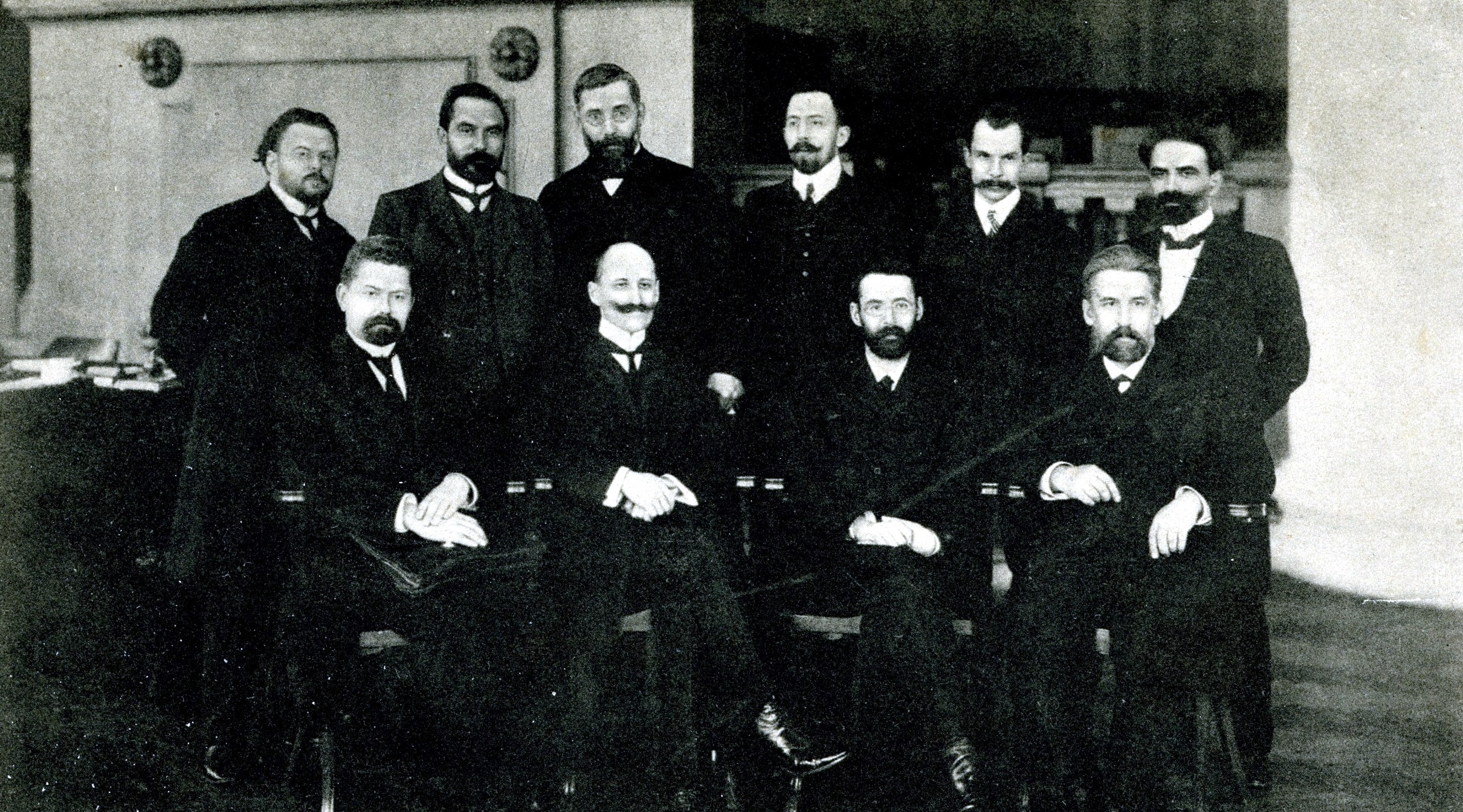
Presidium de la Segunda Duma. 1907

Elecciones parlamentarias se llevaron a cabo en el Imperio ruso entre enero y marzo de 1907. El partido Democrático Constitucional emergió como el bloque más grande en la Segunda Duma, ganando 124 de los 518 escaños., aunque bajando 54 escaños respecto a la anterior Duma Solo 26 parlamentarios elegidos el año anterior retuvieron sus escaños. En el Zarato de Polonia, el Partido Nacional Demócrata ganó 34 de los 38 escaños.
La nueva Duma se constituyó el 6 de marzo, siendo Fiódor Golovín elegido como su presidente.

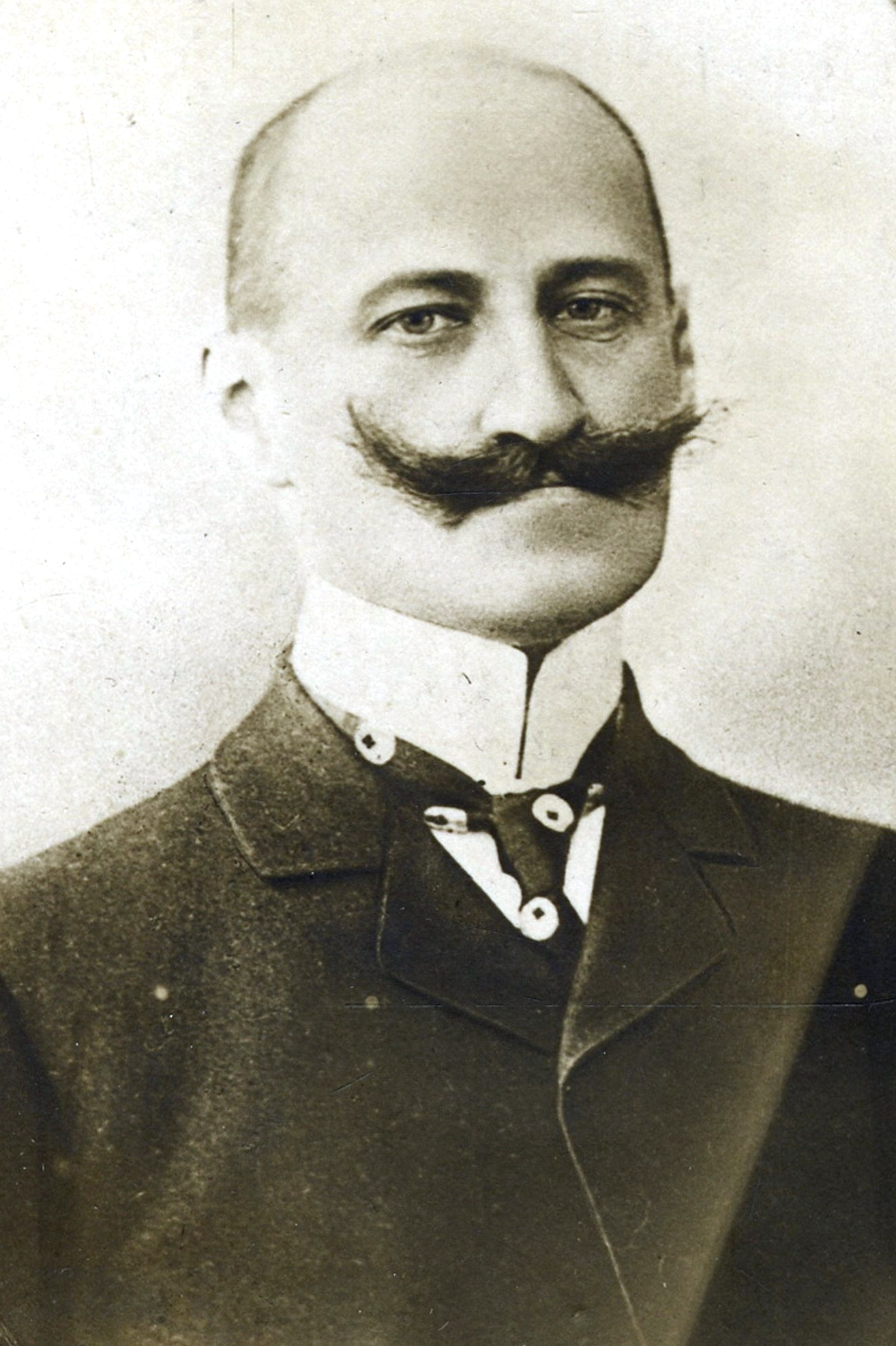
Fiódor Golovín, presidente de la Segunda Duma. 1907

## Resultados
|  | 23.9 % |

|  | 15.1 % |

|  | 12.4 % |

|  | 9.5 % |

|  | 8.9 % |

|  | 7.3 % |

|  | 7.1 % |

|  | 6.8 % |

|  | 6.0 % |

|  | 3.5 % |